# Jemielna
Jemielna (hist. Gimmel) – wieś w Polsce położona w województwie dolnośląskim, w powiecie oleśnickim, w gminie Bierutów.

## Podział administracyjny
W latach 1975–1998 miejscowość administracyjnie należała do województwa wrocławskiego.

## Opis i położenie
Wieś o układzie wielodrożnicy z zespołem dworskim, położona 10,5 km na północ od miasta Bierutów. We wsi znajdują się:
- stawy hodowlane
- filia Domu Pomocy Społecznej dla Kobiet
- park

## Historia
Najstarsze osadnictwo na terenie Miasta i Gminy Bierutów stwierdzono na podstawie znalezisk archeologicznych na północ od wsi Jemielna, sięga ono II okresu epoki brązu. Odkryto osadę kultury unietyckiej z ok. 1200 lat p.n.e. Pierwsza wzmianka pod nazwą Gimmel pochodzi z 1266 roku w dokumencie nadania przez Henryka III, księcia wrocławskiego, wójtowi Wilhelmowi z Dzierżoniowa do lokacji na prawie niemieckim.

## Zabytki
Do wojewódzkiego rejestru zabytków wpisany jest:
- kościół filialny pw. Matki Bożej Różańcowej, z lat 1651-1705